# Pandemia di COVID-19 in Asia
La pandemia di COVID-19 che ha colpito il mondo nel 2019-2023 ha avuto origine in Asia, in particolare a Wuhan, una città nella provincia cinese dell'Hubei, da cui si è poi rapidamente diffusa in tutto il globo.

## Tabella riassuntiva
| Paese               | Casi confermati | Morti     | Guarigioni  |
| ------------------- | --------------- | --------- | ----------- |
| Cina (dettagli)     | 98 660 944      | 117 566   | -           |
| India               | 44 683 250      | 530 745   | 44 150 713  |
| Giappone            | 32 532 905      | 68 091    | -           |
| Corea del Sud       | 30 243 393      | 198 937   | -           |
| Turchia             | 16 829 941      | 393 762   | 21 213 085  |
| Vietnam             | 11 526 318      | 117 095   | 13 486 683  |
| Taiwan              | 9 483 267       | 22 989    | -           |
| Iran                | 7 539 698       | 118 651   | 5 335 838   |
| Indonesia           | 6 394 340       | 25 714    | 5 520 185   |
| Malaysia            | 5 038 354       | 33 228    | 4 606 183   |
| Thailandia          | 4 726 512       | 42 134    | 4 532 968   |
| Israele             | 4 642 530       | 96 187    | 3 477 188   |
| Filippine           | 3 908 295       | 67 374    | 3 234 288   |
| Hong Kong           | 2 862 312       | 21 795    | 2 611 454   |
| Iraq                | 2 458 509       | 8 293     | 1 672 866   |
| Bangladesh          | 2 037 478       | 12 284    | 1 025 019   |
| Singapore           | 1 859 937       | 12 760    | 1 265 381   |
| Giordania           | 1 738 867       | 13 752    | 1 238 911   |
| Georgia             | 1 735 682       | 20 910    | 1 023 452   |
| Pakistan            | 1 576 235       | 39 186    | 1 111 676   |
| Kazakistan          | 1 405 498       | 16 665    | 789 450     |
| Libano              | 1 212 668       | 3 287     | 614 002     |
| Emirati Arabi Uniti | 1 049 274       | 30 983    | 612 509     |
| Nepal               | 1 001 078       | 12 609    | 680 798     |
| Mongolia            | 980 442         | 5 609     | 694 845     |
| Arabia Saudita      | 827 861         | 1 258     | 620 843     |
| Azerbaigian         | 827 738         | 7 420     | 488 809     |
| Bahrein             | 673 996         | 5 603     | 442 971     |
| Sri Lanka           | 670 444         | 1 305     | 88 952      |
| Kuwait              | 657 745         | 10 290    | 362 809     |
| Palestina           | 620 371         | 13 442    | 192,218     |
| Birmania            | 616,852         | 4 579     | 262 278     |
| Qatar               | 436 820         | 1 564     | 46 000      |
| Armenia             | 436 727         | 1 938     | 225 059     |
| Oman                | 397 846         | 7 975     | 212 927     |
| Uzbekistan          | 243 893         | 3 220     | 201 282     |
| Brunei              | 223 059         | 2 416     | 159 435     |
| Laos                | 214 982         | 2 943     | -           |
| Kirghizistan        | 205 835         | 915       | 94 838      |
| Afghanistan         | 196 182         | 479       | 40 671      |
| Maldive             | 184 924         | 113       | 22 739      |
| Cambogia            | 137 719         | 37        | 20 654      |
| Bhutan              | 59 614          | 140       | 20 563      |
| Siria               | 57 166          | 67        | 13 346      |
| Timor Est           | 23 217          | 138       | 23 035      |
| Tagikistan          | 17 786          | 39        | 4 742       |
| Yemen               | 11 932          | 69        | 5 715       |
| Macao               | 3 487           | 120       | 3 357       |
| Totale              | 201 938 760     | 1 858 735 | 194 125 378 |

Note
     Il Paese al momento non presenta casi attivi.
"–" indica dati non ancora disponibili.

## Antefatti
Il 12 gennaio 2020, l'Organizzazione mondiale della sanità (OMS) ha confermato che un nuovo coronavirus era la causa di una nuova infezione polmonare che aveva colpito diversi abitanti della città di Wuhan, nella provincia cinese dell'Hubei, il cui caso era stato portato all'attenzione dell'OMS il 31 dicembre 2019.
Sebbene nel tempo il tasso di mortalità del COVID-19 si sia rivelato decisamente più basso di quello dell'epidemia di SARS che aveva imperversato nel 2003, la trasmissione del virus SARS-CoV-2, alla base del COVID-19, è risultata essere molto più ampia di quella del precedente virus del 2003, ed ha portato a un numero totale di morti molto più elevato.

## Panoramica

Casi ogni 100.000 abitanti

Il 12 gennaio 2020, l'Organizzazione mondiale della sanità (OMS) ha confermato che un nuovo coronavirus era la causa di una nuova infezione polmonare che aveva colpito diversi abitanti della città di Wuhan, nella provincia cinese dell'Hubei, il cui caso era stato portato all'attenzione dell'OMS il 31 dicembre 2019.
Sebbene nel tempo il tasso di mortalità del COVID-19 si sia rivelato decisamente più basso di quello dell'epidemia di SARS che aveva imperversato nel 2003, la trasmissione del virus SARS-CoV-2, alla base della COVID-19, è risultata essere molto più ampia di quella del precedente virus del 2003, ed ha portato a un numero totale di morti molto più elevato.
Ufficialmente il governo cinese dichiara che il primo paziente confermato ha mostrato i primi sintomi il 1º dicembre 2019, anche se in seguito il South China Morning Post ha riferito che il primo paziente potrebbe essere un uomo di 55 anni dalla provincia dello Hubei che ha mostrato i primi sintomi già dal 17 novembre. Il 27 marzo, poi, alcune testate giornalistiche, citando un documento governativo, hanno riportato che una donna di 57 anni, risultata positiva alla COVID-19 il 10 dicembre 2019, potrebbe essere considerata la paziente zero. Nonostante il primo paziente confermato sembra non avesse mai avuto contatti con il mercato del pesce di Huanan, nove giorni dopo vi fu l'individuazione di un nuovo focolaio proprio intorno alle zone del mercato.
Da Wuhan il virus si è quindi inizialmente propagato nella provincia dell'Hubei e nelle provincia limitrofe, tanto che, stando a informazioni riportate dal South China Morning Post il 13 marzo 2020, prima dell'inizio del 2020 le autorità cinesi avevano identificato 266 persone infettate dal virus.
Il primo caso fuori dal territorio cinese è stato confermato il 13 gennaio, quando la Thailandia ha annunciato il suo primo caso di COVID-19; si trattava in particolare di una donna cinese di 66 anni residente a Wuhan e arrivata in Thailandia l'8 gennaio all'aeroporto di Bangkok-Suvarnabhumi, dove le era stata misurata la temperatura.
In casi si sono via via susseguiti nelle settimane sia in Cina che nel resto dell'Asia e poi nel mondo. In Asia la pandemia viene gestita autonomamente da ogni diverso Stato, che ha implementato con modi e tempi diversi alcune misure di prevenzione che sono comunque, nella maggior parte dei casi, comuni, come la restrizione dei viaggi, la cancellazione dei voli sia interni che internazionali, la cancellazione di eventi e manifestazioni pubbliche e la chiusura di scuole e frontiere. Tra i primi ad adottare tali misure c'è stato Hong Kong, una regione amministrativa speciale della Cina, il cui governo ha chiesto sin dal 2 gennaio a chi fosse da poco rientrato da Wuhan poco tempo di comunicarlo alle autorità sanitarie, dichiarando poi già il 4 gennaio di aver aumentato il livello di allerta nei confronti dell'epidemia in quanto erano stati comunicati 8 casi sospetti, i quali in seguito sono tutti risultati negativi.
Data la stretta connessione della Cina con i paesi europei e americani, in alcuni casi, il contagio ha raggiunto più velocemente questi Stati rispetto a nazioni spazialmente più vicini al focolaio cinese. Benché esistano dubbi sui modi in cui alcuni paesi asiatici conteggino i contagiati e sui modi in cui essi comunichino con il resto del mondo, è il caso ad esempio della Russia che, con una frontiera terrestre con al Cina che misura più di 4200 km, a metà marzo dichiarava 93 contagi a fronte di una popolazione di 150 milioni di persone, e della Corea del Nord, il cui maggior partner commerciale è proprio la Cina ma che a metà aprile aveva dichiarato di non aver ancora riscontrato nemmeno un caso, è indubbio che molti paesi asiatici in cui la COVID-19 si è diffusa più tardi, abbiano mitigato l'impatto dell'epidemia adottando misure già prese dai paesi europei e imparando da questi. Così, ad esempio, il Kirghizistan e gli Stati ad esso confinanti come Tagikistan, Kazakistan e Uzbekistan avevano di prendere alcune misure di sicurezza, come chiudere le frontiere agli stranieri e limitare o sospendere del tutto le occasioni di assembramento pubblico, già prima di registrare casi all'interno dei propri confini.
In molti paesi asiatici, invece, la diffusione del contagio è stata agevolata dal fatto che l'epidemia ha iniziato a propagarsi dalla Cina proprio in concomitanza con feste e raduni religiosi, anche nella stessa Cina, d'altra parte, quando hanno iniziato a circolare le prime notizie della nuova polmonite virale si era in vicinanza del Capodanno cinese. Così, ad esempio, molti paesi del sud-est asiatico hanno sperimentato un'impennata dei contagi in seguito all'evento annuale dell'organizzazione religiosa islamica Jamaat Tabligh, un evento che ogni attira circa 2 milioni di persone e che si è svolto dal 27 febbraio a 1º marzo a Kuala Lumpur, in Malaysia, e lo stesso dicasi per gli eventi svolti dalla stessa organizzazione in India e in Pakistan verso la metà di marzo. Nonostante i governi abbiano infatti attivano misure quali il divieto di assembramento e il distanziamento sociale, la popolazione, in alcune regioni particolarmente devota, evade spesso tali restrizioni. Un esempio è quanto accaduto il 18 aprile 2020 in Bangladesh, dove circa 100 000 persone hanno lasciato le proprie abitazioni per andare al funerale di Maulana Jubayer Ahmed Ansari, un membro anziano, capo seminarista e imam di un partito islamista bengalese.
Il 7 aprile la Cina ha dichiarato che per la prima volta non era stato registrato nessun nuovo caso e, alla mezzanotte dello stesso giorno, ha tolto Wuhan dal regime di isolamento che durava dal 23 gennaio. Nel corso del mese anche le curve dei contagi di paesi come la Corea del Sud e Singapore si sono appiattite, ma, stando a quanto affermato Takeshi Kasai, direttore regionale dell'Organizzazione Mondiale della Sanità per il Pacifico occidentale, l'epidemia poteva comunque dirsi tutt'altro che finita dato che ancora a metà aprile continuavano a comparire nuovi focolai nella regione.
Uno dei paesi che preoccupa di più in questo senso è l'India, che ha una popolazione di oltre un miliardo e 400 milioni di persone, oltre un quarto delle quali vivono in condizioni di miseria assoluta, e infrastrutture ritenute per la maggior parte inadeguate ad affrontare una simile catastrofe sanitaria. Ciò nonostante, anche grazie a un preventivo lockdown, a fine marzo i casi confermati erano meno di mille, anche se si teme che un così basso numero di contagi riportati sia frutto di un numero di controlli effettuati relativamente bassissimo.
Per quanto riguarda il Medio Oriente, il paese che sin da subito è apparso il più colpito è stato l'Iran, dove i primi due casi sono stati confermati il 19 febbraio e dove il 18 aprile è stata superata la soglia degli 80 000 contagi, quando le morti per COVID-19 erano salite a 5 118. Osservando l'apparizione dei primi casi negli altri paesi asiatici si nota che molte delle persone coinvolte era da poco rientrate dall'Iran, che si può quindi considerare il focolaio per il Medio Oriente, come l'Italia sembra essere stata per la zona del Mediterraneo. Seppur in Iran i contagi siano molti, chi ha sin da subito destate le preoccupazioni degli esperti sanitari nella regione mediorientale sono stati la Siria e lo Yemen. Data la guerra civile che imperversa in Siria dal 2011, infatti, le strutture sanitarie del paese erano già al collasso prima dell'arrivo della COVID-19 e si teme quindi non solo che i numeri che arrivano da quel paese siano poco rappresentativi della realtà, ma che se l'epidemia dovesse diffondersi nel paese, potrebbe tramutarsi in una vera e propria catastrofe. Stessa cosa dicasi per lo Yemen, in cui una guerra civile infuria dal 2015, guerra che ha portato a una carestia e a un'epidemia di colera che durano dal 2016, e dove vige un blocco militare imposto al paese dall'Arabia Saudita e dai suoi alleati. Anche in questo caso i dati relativi alla pandemia di COVID-19 che provengono dal paese sono certamente poco affidabili e una diffusione del virus porterebbe a una catastrofe ancora peggiore.
Il 5 maggio 2023, l'Organizzazione mondiale della sanità dichiara ufficialmente la fine della pandemia.

## Casi confermati per singolo paese

### Afghanistan
Il 23 febbraio 2020, almeno tre cittadini di Herat che erano da poco ritornati da Qom, in Iran, erano stati indicati come sospetti casi di COVID-19 e campioni del loro sangue erano stati quindi inviati a Kabul per le analisi del caso.
Il 24 febbraio, il governo ha quindi confermato che uno dei tre, un uomo di 35 anni, era il primo caso di COVID-19 in Afghanistan.
Alla fine di marzo, in Afghanistan era stato confermato un totale di 196 casi e di 4 morti, la prima delle quali avvenuta il 22 del mese. La soglia dei 1 000 casi è stata superata il 19 aprile, quando le morti per COVID-19 erano salite a 32.  Alla fine di maggio il totale dei casi era salito a 15 750 e le morti a 265.

### Arabia Saudita
Il primo caso di COVID-19 è stato confermato nel paese il 2 marzo; si trattava in particolare di un cittadino saudita da poco rientrato dall'Iran passando dal Bahrain.
Alla fine di marzo, in Arabia Saudita era stato confermato un totale di 1 563 casi e di 10 morti, la prima delle quali era stata registrata il 24 del mese. Il numero dei contagi ha poi avuto un'impennata nei mesi seguenti, tanto che alla fine di maggio il totale dei casi era salito a 87 142 e le morti a 525.

### Armenia
Il primo caso di COVID-19 è stato confermato nel paese tra la notte del 29 febbraio e l'inizio di marzo; in particolare si trattava di un cittadino armeno di 29 anni da poro rientrato dall'Iran.
Alla fine di marzo, in Armenia era stato confermato un totale di 571 casi e di 3 morti, la prima delle quali avvenuta il 26 del mese. La soglia dei 1 000 casi è stata superata l'11 aprile, quando le morti per COVID-19 erano salite a 13. Alla fine di maggio il totale dei casi era salito a 9 492 e le morti a 139.

### Azerbaigian
Il primo caso di COVID-19 è stato confermato nel paese il 28 febbraio; si trattava in particolare di un cittadino russo che poco prima era stato in Iran.
Alla fine di marzo, in Azerbaigian era stato confermato un totale di 298 casi e di 4 morti, la prima delle quali, riguardante una donna proveniente anch'essa dall'Iran, era avvenuta il 12 del mese. La soglia dei 1 000 casi è stata superata l'11 aprile, quando il totale delle morti per COVID-19 era salito a 13. Alla fine di maggio il totale dei casi era salito a 5 662 e le morti a 68.

### Bahrein
Il primo caso di COVID-19 è stato confermato nel paese il 21 febbraio; si trattava in particolare di un autista di scuolabus rientrato dall'Iran dopo aver fatto scalo a Dubai.
Alla fine di marzo, in Bahrein era stato confermato un totale di 515 casi e di 4 morti, la prima delle quali era avvenuta il 16 del mese. La soglia dei 1 500 casi è stata superata il 15 aprile, quando il totale delle morti per COVID-19 era salito a 7. Alla fine di maggio il totale dei casi era salito a 11 871 e le morti a 473.

### Bangladesh
I primi tre casi di COVID-19 sono stati confermati nel paese il 7 febbraio; si trattava in particolare di due cittadini bengalesi da poco tornati dall'Italia e di un familiare di uno dei due.
Alla fine di marzo, in Bangladesh era stato confermato un totale di 51 casi e di 5 morti, la prima delle quali era avvenuta il 18 del mese. Tale numero ha però subito un'impennata nel mese di aprile, tanto che il 20 aprile è stata superata la soglia dei 2 500 casi è stata superata il 20 aprile, quando il totale delle morti per COVID-19 era salito a 91. Alla fine di maggio il totale dei casi era salito a 49 534 e le morti a 672.

### Bhutan

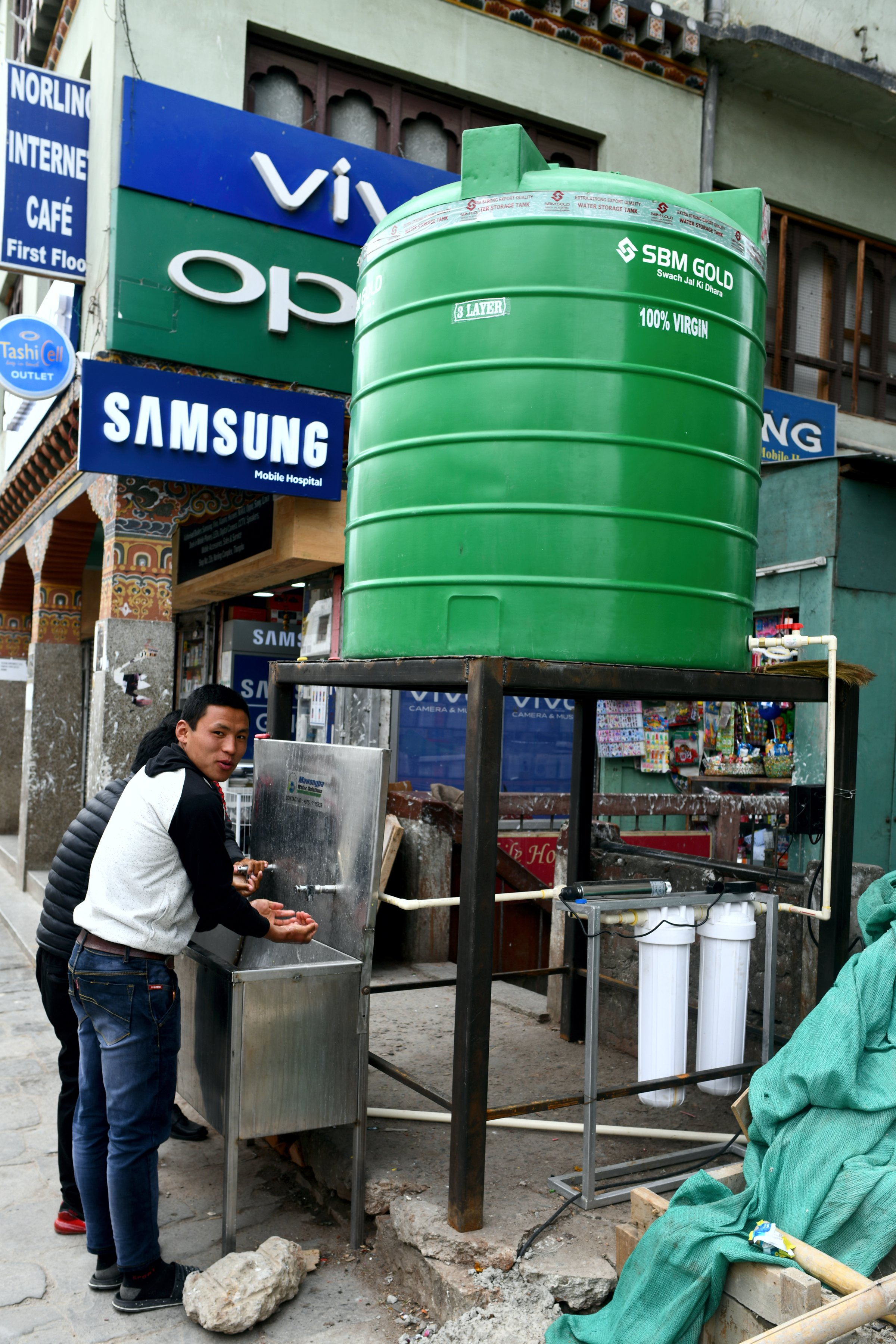
Un distributore di acqua per lavarsi le mani a Thimphu, la capitale del Bhutan.

Il primo caso di COVID-19 è stato confermato nel paese il 6 marzo: si trattava di un cittadino statunitense in vacanza nel paese.
Alla fine di marzo, in Bhutan era stato confermato un totale di 4 casi, aumentati a 5 nei primi giorni di aprile. Alla fine di maggio il totale dei casi era salito a 43 e non era stata registrata ancora alcuna morte imputabile al COVID-19.

### Brunei
Il ministro della salute del Brunei ha confermato che il primo caso di COVID-19 è stato registrato nel paese il 9 marzo; si trattava in particolare di un cittadino bruneese di 53 anni rientrato il 3 marzo da Kuala Lumpur, in Malaysia.
Alla fine di marzo, in Brunei era stato confermato un totale di 129 casi e di una sola morte, registrata il 28 del mese. La curva dei contagi ha poi subito un forte appiattimento nella prima metà del mese successivo, tanto che alla fine di maggio il totale dei casi era salito solo a 141 e le morti a 2.

### Cambogia
Il primo caso di COVID-19 è stato confermato nel paese il 27 gennaio; si trattava in particolare di un cittadino cinese di Wuhan che, il 23 gennaio, era arrivato nella città di Sihanoukville assieme alla famiglia. L'uomo e i tre membri della sua famiglia, che risultavano del tutto asintomatici, furono poi messi in quarantena in camere separate nella sede cambogiana dell'Istituto Pasteur, e il 10 febbraio, dopo due settimane di trattamento, fu considerato guarito.
Alla fine di marzo, in Cambogia era stato confermato un totale di 109 casi senza alcuna vittima. La curva dei contagi ha poi subito un forte appiattimento nella prima metà del mese successivo, tanto che alla fine di maggio il totale dei casi era salito solo a 125 senza che fosse mai stata registrata alcuna vittima.

### Cina

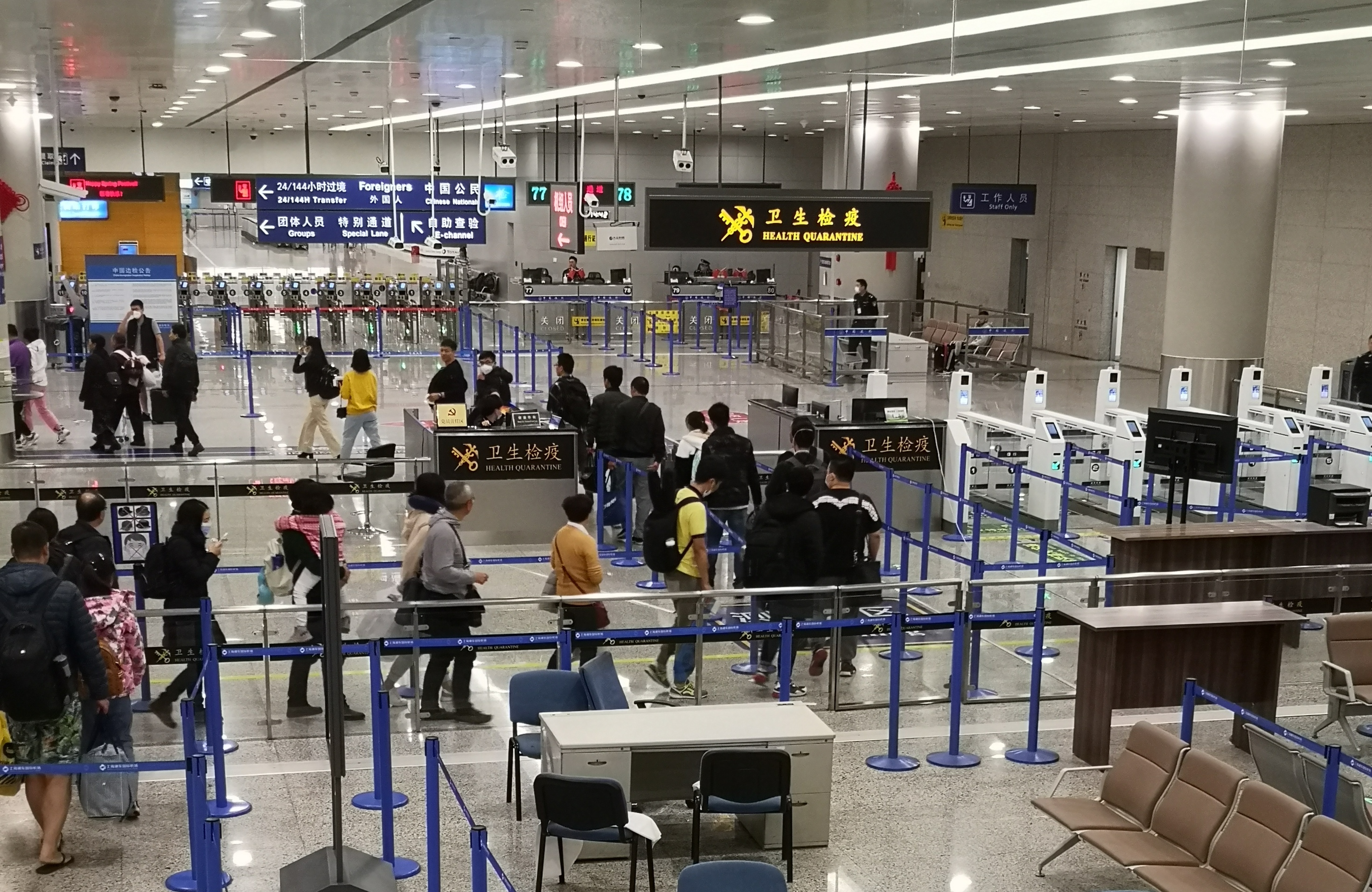
Controlli sanitari all'aeroporto di Shanghai-Pudong.

Il primo caso di COVID-19 è stato confermato nel paese, e nel mondo intero, il 31 dicembre 2019, nella città di Wuhan, e in seguito il governo cinese ha dichiarato che il primo paziente confermato ha mostrato i primi sintomi il 1º dicembre 2019.
I contagi confermati hanno raggiunto le 50 000 unità il 15 febbraio, per poi arrivare a 80 000  il 1º marzo e cominciare quindi a crescere con un ritmo molto più lento, tanto che un mese e mezzo dopo, il 15 aprile, il totale era cresciuto di solo 2 300 unità, con il totale delle morti che era arrivato a  3 342.

### Cipro
I primi due casi di COVID-19 sono stati confermato nel paese il 9 marzo; si trattava in particolare due cittadini ciprioti, un venticinquenne di Nicosia da poco rientrato dall'Italia e un sessantaquattrenne di Limassol da poco rientrato dal Regno Unito.
Alla fine di marzo, a Cipro era stato confermato un totale di 262 casi e di 10 morti, la prima delle quali era avvenuta il 21 del mese. La soglia dei 750 casi è stata superata il 18 aprile, quando il totale delle morti per COVID-19 era salito a 17. Alla fine di maggio il totale dei casi era salito a 949 e le morti a 17.

### Corea del Sud

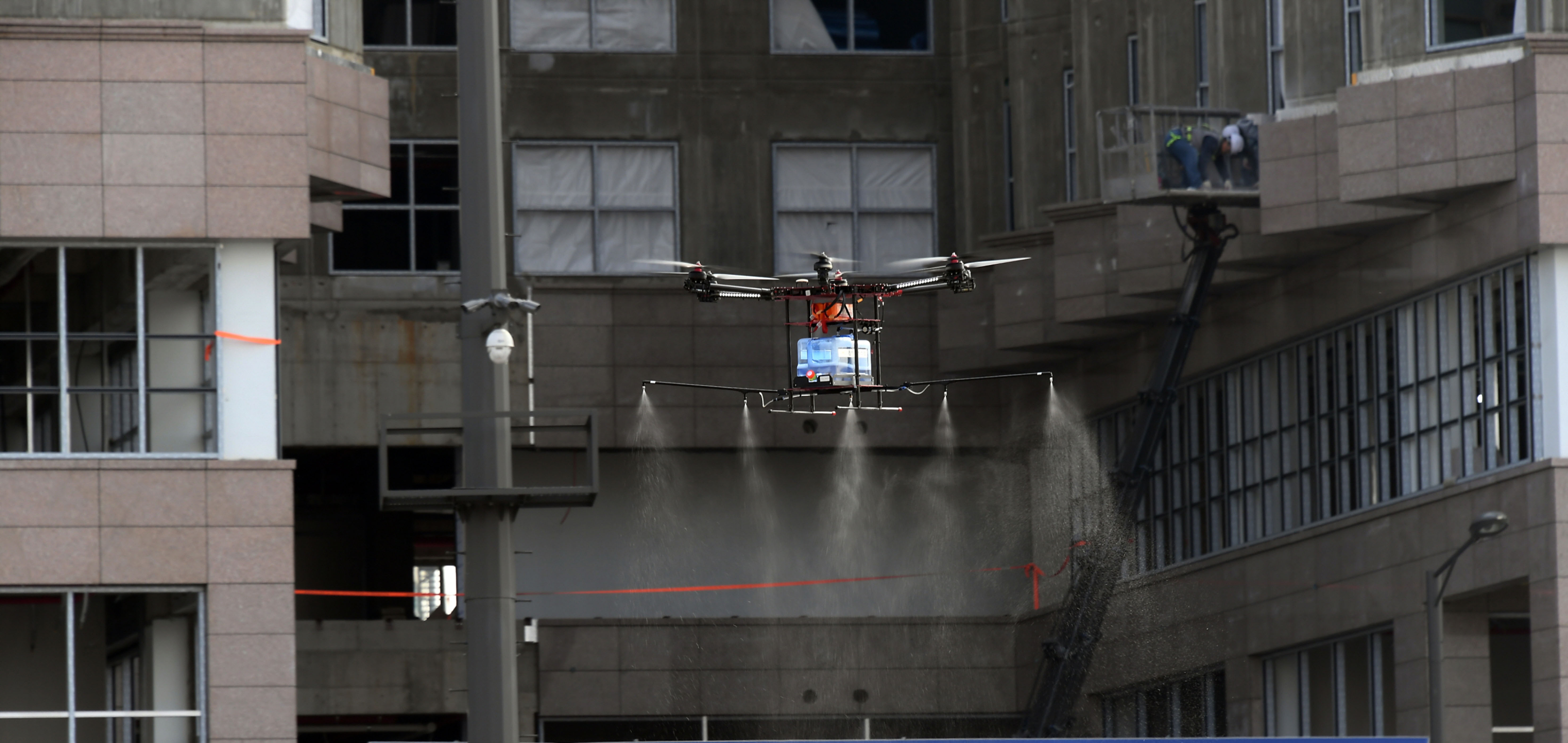
Un drone sparge disinfettante per le strade di Seongnam, in Corea del Sud.

Il primo caso di COVID-19 è stato confermato nel paese il 20 gennaio; si trattava in particolare di una donna cinese di 35 anni che lavorava in una ditta vicino a Seul e che il 30 dicembre era tornata dopo un soggiorno di 5 giorni a Wuhan.
Alla fine di marzo, in Corea del Sud era stato confermato un totale di 9 887 casi e di 165 morti, la prima delle quali era stata registrata il 20 febbraio. Il numero dei nuovi contagi ha poi avuto una notevole diminuzione nel mese di aprile, tanto che il totale dei casi confermati ha superato la soglia delle 10 500 l'11 aprile, quando le morti per COVID-19 erano salite a 214. Alla fine di maggio il totale dei casi era salito a 11 503 e le morti a 271.

### Emirati Arabi Uniti
Il primo caso di COVID-19 è stato confermato nel paese il 29 gennaio; si trattava in particolare di una donna cinese di 73 anni residente a Wuhan e arrivata nel paese con la famiglia per una vacanza.
Alla fine di marzo, negli Emirati Arabi Uniti era stato confermato un totale di 664 casi e di 6 morti, la prima delle quali era stata registrata il 20 del mese. Il numero dei contagi ha poi superato la soglia delle 6 500 unità il 19 aprile, quando le morti per COVID-19 erano salite a 41. Alla fine di maggio il totale dei casi era salito a 35 192 e le morti a 266.

### Filippine

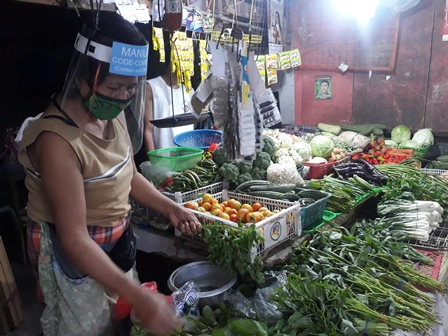
Una venditrice di ortaggi in un mercato di Manila, nelle Filippine.

Il primo caso di COVID-19 è stato confermato nel paese il 30 gennaio; si trattava in particolare di una donna cinese di 38 anni residente a Wuhan che era arrivata nel paese il 21 del mese dopo essere transitata da Hong Kong.
Alla fine di marzo, nelle Filippine era stato confermato un totale di 2 084 casi e di 26 morti, la prima delle quali era stata registrata il 5 febbraio. Il numero dei contagi ha poi superato la soglia delle 6 000 unità il 18 aprile, quando le morti per COVID-19 erano salite a 397. Alla fine di maggio il totale dei casi era salito a 18 638 e le morti a 960.

### Georgia
Il primo caso di COVID-19 è stato confermato nel paese il 26 febbraio; si trattava in particolare di un cinquantenne georgiano da poco rientrato dall'Iran passando in taxi dal confine con l'Azerbaigian.
Alla fine di marzo, in Georgia era stato confermato un totale di 110 casi. La soglia dei 400 casi è stata superata il 20 aprile, quando le morti per COVID-19, la prima delle quali registrata il 5 aprile, erano salite a 3. Alla fine di maggio il totale dei casi era salito a 794 e le morti a 12.

### Giappone

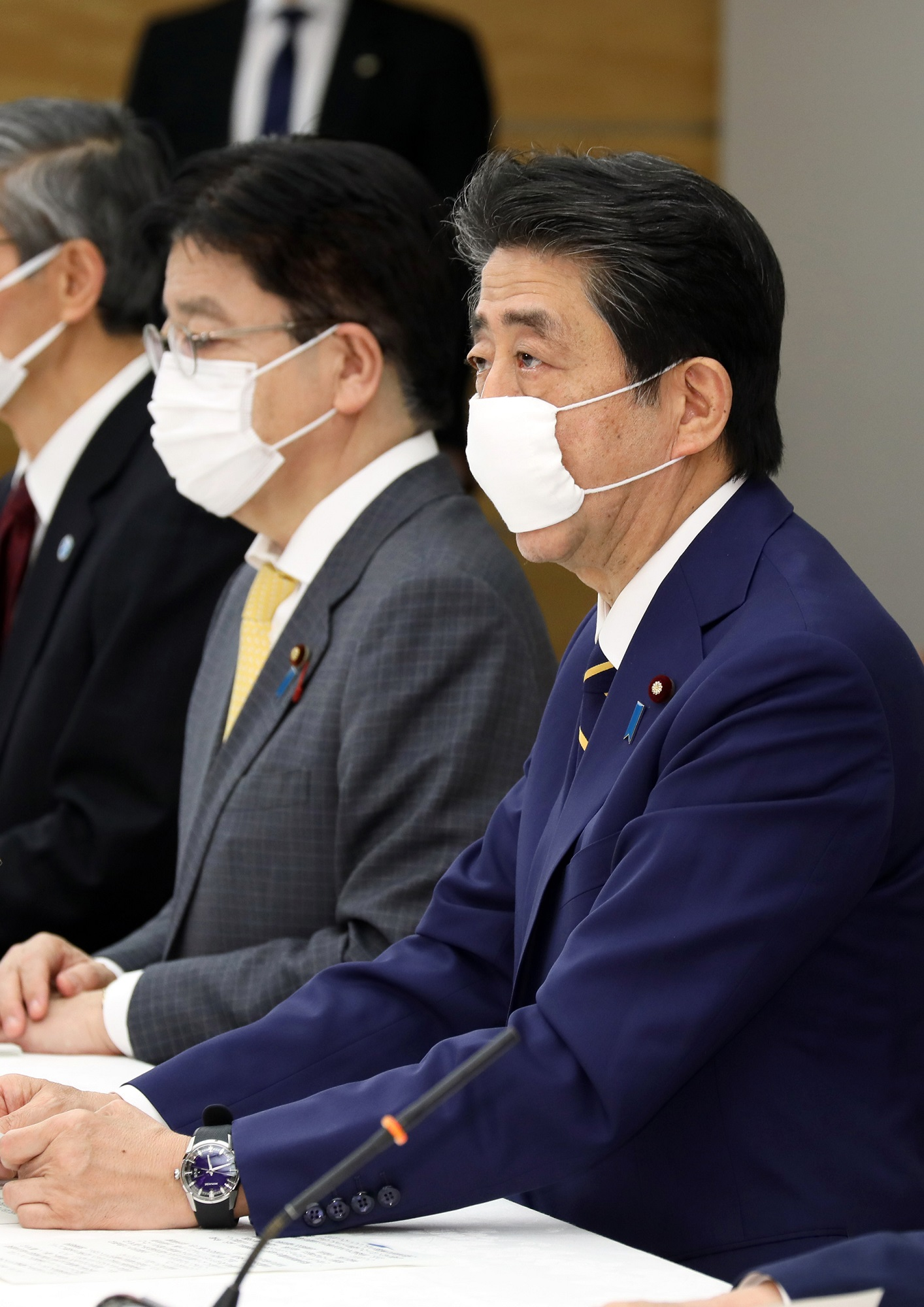
Il premier giapponese Shinzō Abe, a destra, assieme al ministro Katsunobu Kato.

Il primo caso di COVID-19 è stato confermato nel paese il 16 gennaio; si trattava in particolare di un trentenne cinese e residente in Giappone che era stato in viaggio a Wuhan, dove gli era venuta la febbre, il 3 gennaio, ed era poi tornato in Giappone tre giorni dopo.
Alla fine di marzo, in Giappone era stato confermato un totale di 2 178 casi e di 57 morti, la prima delle quali era stata registrata il 13 febbraio. Tale numero ha però subito un'impennata nel mese di aprile, tanto che il 18 del mese è stata superata la soglia dei 10 000 contagi, quando le morti per COVID-19 erano salite a 161. Alla fine di maggio il totale dei casi era salito a 16 884 e le morti a 892.

### Giordania
Il primo caso di COVID-19 è stato confermato nel paese il 2 marzo; si trattava in particolare di un cittadino giordano che era rientrato dall'Italia due settimane prima.
Alla fine di marzo, in Giordania era stato confermato un totale di 274 casi e di 5 morti, la prima delle quali era stata registrata il 28 del mese. Il numero dei contagi ha poi superato la soglia delle 400 unità il 15 aprile, quando le morti per COVID-19 erano salite a 7. Alla fine di maggio il totale dei casi era salito a 746 e le morti a 9.

### Hong Kong

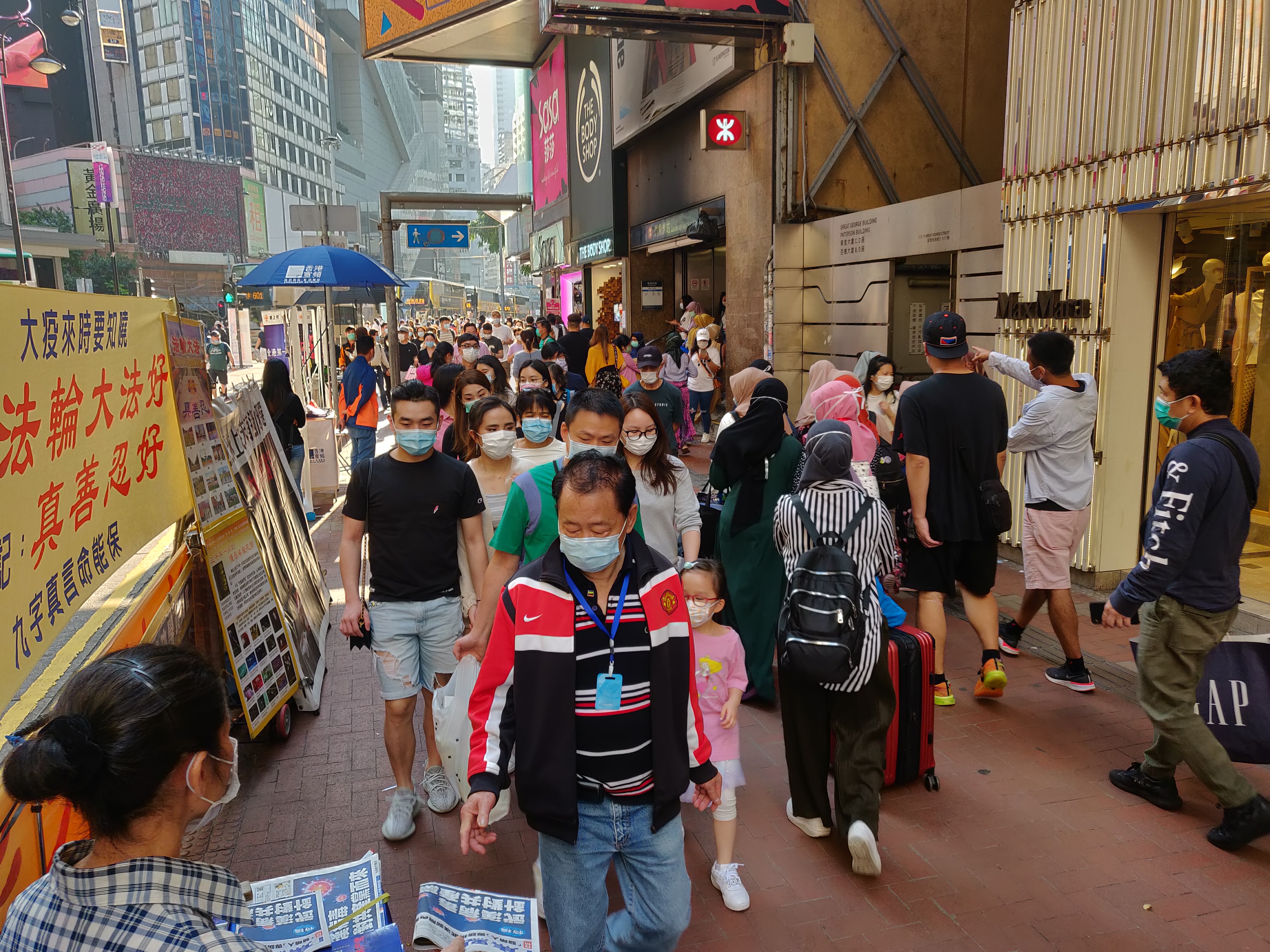
Una strada affollata ad Hong Kong.

I primi due casi di COVID-19 sono stati confermati nel paese il 22 gennaio; si trattava in particolare di un trentanovenne cinese di Wuhan che, una volta arrivato a Hong Kong, aveva sviluppato i sintomi della malattia, e di un cinquantaseienne di Ma On Shan che una settimana prima si era recato a Wuhan.
Alla fine di marzo, a Hong Kong era stato confermato un totale di 714 casi e di 4 morti, la prima delle quali era stata registrata il 4 febbraio. La soglia dei 1 000 casi è stata superata l'11 aprile, quando ormai la curva dei contagi era in fase di appiattimento tanto che alla fine di maggio il totale dei casi era salito solo a 1 088 e le morti a 4.
Il 29 febbraio a Hong Kong è stato registrato anche il primo caso al mondo di un cane contagiato dal virus SARS-CoV-2, alla base del COVID-19.

### India

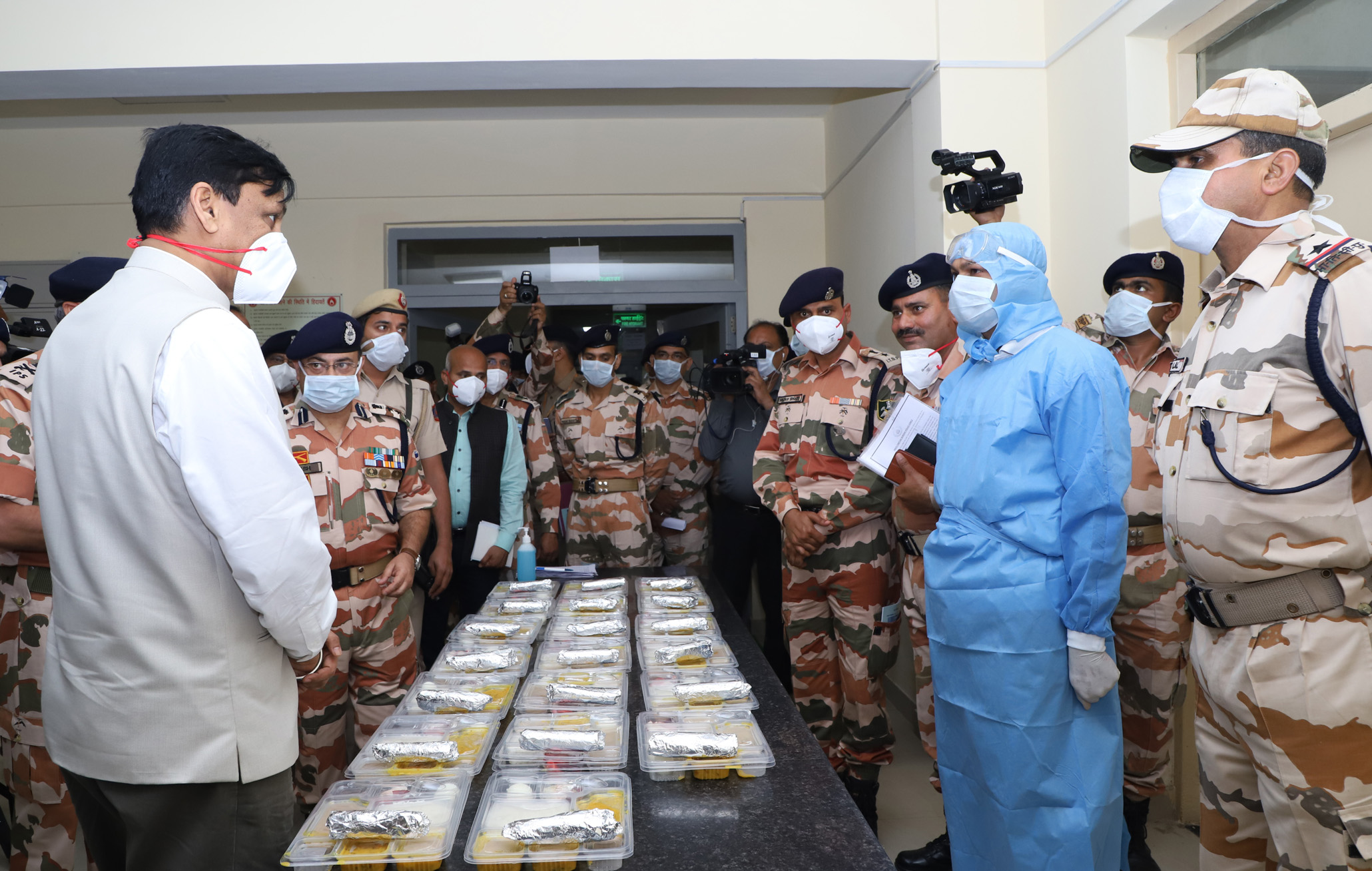
Il ministro degli affari interni indiano Shri Nityanand Rai visita un centro adibito alla quarantena dei malati di COVID-19.

Il primo caso di COVID-19 è stato confermato nel paese il 30 gennaio; si trattava in particolare di uno studente indiano rientrato nel Kerala dall'Università di Wuhan.
Alla fine di marzo, in India era stato confermato un totale di 1 397 casi e di 35 morti, la prima delle quali era stata registrata il 12 del mese. Tale numero ha però subito un'impennata nel mese di aprile, tanto che il 19 del mese è stata superata la soglia dei 16 000 contagi,  quando le morti per COVID-19 erano salite a 519. Alla fine di maggio il totale dei casi era salito a 198 370 e le morti a 5 608.

### Indonesia
I primi due casi di COVID-19 sono stati confermati nel paese il 2 marzo; si trattava in particolare di due donne indonesiane, madre e figlia, che erano state a contatto con un cittadino giapponese la cui positività al virus era stata riscontrata in Malaysia, dopo che l'uomo aveva lasciato l'Indonesia.
Alla fine di marzo, in Indonesia era stato confermato un totale di 1 528 casi e di 136 morti, la prima delle quali era stata registrata l'11 del mese. Tale numero ha però subito un'impennata nel mese di aprile, tanto che il 18 del mese è stata superata la soglia dei 6 000 contagi, quando le morti per COVID-19 erano salite a 535. Alla fine di maggio il totale dei casi era salito a 26 940 e le morti a 1 641.

### Iran
I primi due casi di COVID-19 sono stati confermati nel paese il 19 febbraio; si trattava in particolare di due cittadini iraniani di Qom che erano morti lo stesso giorno, poco dopo essere risultati positivi al virus.
Alla fine di marzo, in Iran era stato confermato un totale di 44 606 casi e di 2 898 morti, la prima delle quali era stata registrata il 19 febbraio. Tale numero ha però subito un'impennata nel mese di aprile, tanto che il 18 del mese è stata superata la soglia degli 80 000 contagi, quando le morti per COVID-19 erano salite a 5 118. Alla fine di maggio il totale dei casi era salito a 154 445 e le morti a 7 878.

### Iraq
Il primo caso di COVID-19 è stato confermato nel paese il 24 febbraio; si trattava in particolare di uno studente iraniano residente nella città irachena di Najaf.
Alla fine di marzo, in Iraq era stato confermato un totale di 695 casi e di 50 morti, la prima delle quali era stata registrata il 3 marzo. Tale numero ha però subito un'impennata nel mese di aprile, tanto che il 15 del mese è stata superata la soglia dei 1 400 contagi, quando le morti per COVID-19 erano salite a 78. Alla fine di maggio il totale dei casi era salito a 6 868 e le morti a 215.

### Israele

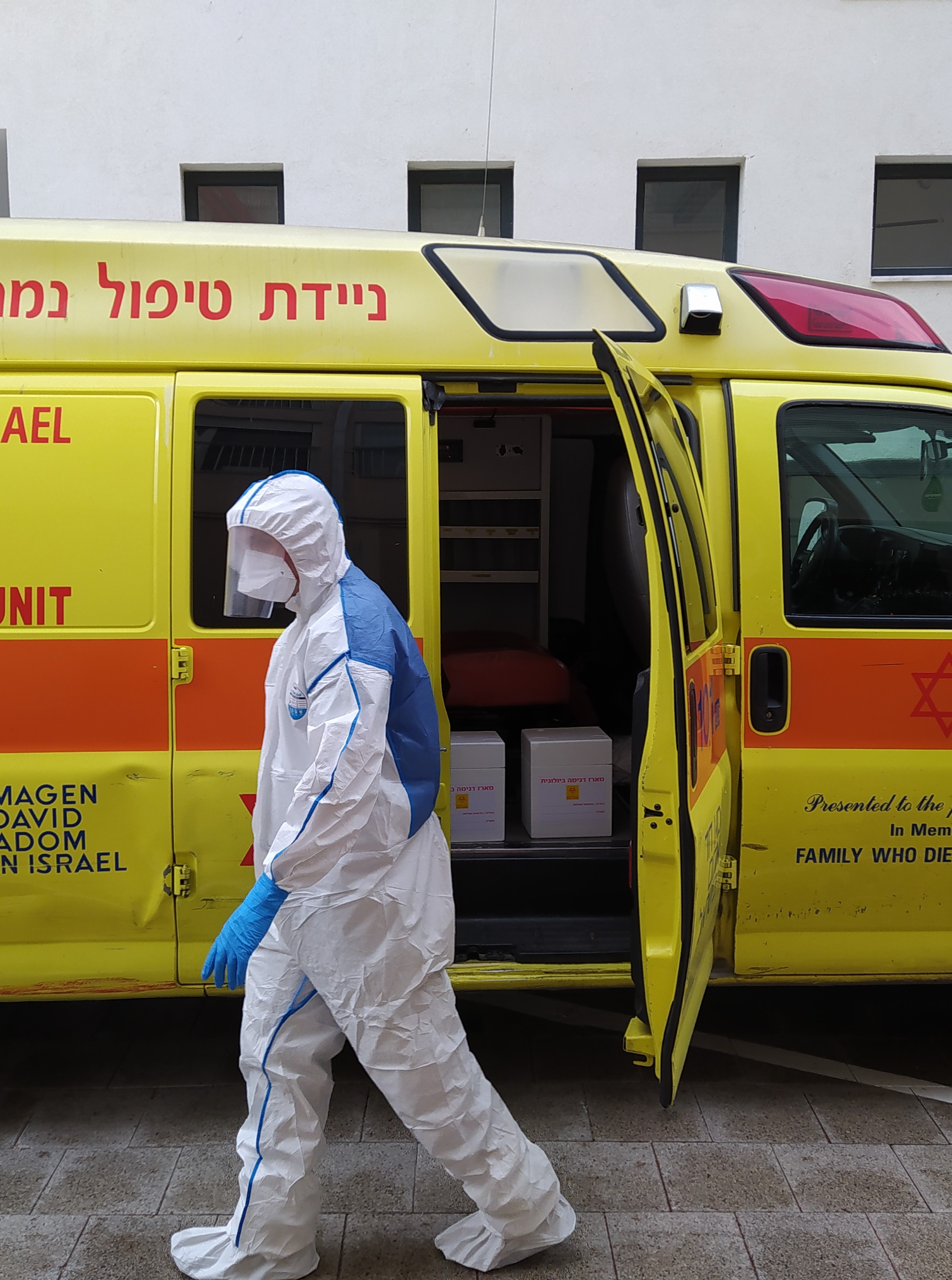
Un operatore sanitario israeliano.

Il primo caso di COVID-19 è stato confermato nel paese il 21 febbraio; si trattava in particolare di una donna israeliana rientrata dal Giappone dove era stata tenuta in quarantena sulla Diamond Princess, una nave da crociera.
Alla fine di marzo, in Israele era stato confermato un totale di 5 523 casi e di 20 morti, la prima delle quali era stata registrata il 20 del mese. Tale numero ha però subito un'impennata nel mese di aprile, tanto che il 17 del mese è stata superata la soglia dei 13 000 contagi, quando le morti per COVID-19 erano salite a 148. Alla fine di maggio il totale dei casi era salito a 17 169 e le morti a 285.

### Kazakistan
I primi due casi di COVID-19 sono stati confermati nel paese il 13 marzo; si trattava in particolare di due cittadini kazaki tornati da poco ad Almaty dopo un viaggio in Germania.
Alla fine di marzo, in Kazakistan era stato confermato un totale di 340 casi e di 2 morti, la prima delle quali era stata registrata il 27 del mese. Il numero dei contagi ha poi superato la soglia delle 1 700 unità il 19 aprile, quando le morti per COVID-19 erano salite a 27. Alla fine di maggio il totale dei casi era salito a 11 308 e le morti a 41.

### Kirghizistan
Il governo kirghizo ha confermato i primi tre casi di COVID-19 nel paese il 18 marzo 2020, in particolare le tre persone contagiate erano cittadini kirghizi rientrati poco tempo prima dall'Arabia Saudita, esattamente un giorno dopo che il governo aveva deciso di chiudere i propri confini agli stranieri, le quali furono immediatamente poste in quarantena.
Alla fine di marzo, in Kirghizistan era stato confermato un totale di 107 casi. Il numero dei contagi ha poi avuto un'impennata in aprile, tanto che il 18 aprile è stata superata la soglia delle 500 unità,  quando le morti per COVID-19, la prima delle quali era stata registrata il 2 aprile, erano salite a 5. Alla fine di maggio il totale dei casi era salito a 1 817 e le morti a 16.

### Kuwait
I primi tre casi di COVID-19 sono stati confermati nel paese il 24 febbraio; si trattava in particolare di un cittadino kuwaitiano, di un cittadino saudita e di un apolide tutti di ritorno dall'Iran.
Alla fine di marzo, in Kuwait era stato confermato un totale di 289 casi. Il numero dei contagi ha poi avuto un'impennata in aprile, tanto che il 19 aprile è stata superata la soglia delle 1 900 unità,  quando le morti per COVID-19, la prima delle quali era stata registrata il 6 aprile, erano salite a 7. Alla fine di maggio il totale dei casi era salito a 27 762 e le morti a 220.

### Laos
I primi due casi di COVID-19 sono stati confermati nel paese il 24 marzo, diventando così l'ultimo paese del sud-est asiatico ad annunciare la presenza del virus sul suo territorio. In particolare i pazienti erano un uomo di 28 anni da poco tornato dalla Thailandia e una donna di 36 anni che lavorava come guida turistica, entrambi residenti a Vientiane.
Alla fine di marzo, in Laos era stato confermato un totale di 8 casi; tale numero è poi raddoppiato il 12 aprile, mentre alla fine di maggio il totale dei casi era salito a 19.

### Libano
Il primo caso di COVID-19 è stato confermato nel paese il 21 febbraio; si trattava in particolare di una donna libanese da poco tornata dalla città iraniana di Qom, che, dopo essere risultata positiva, è stata trasferita nell'ospedale di Beirut.
Alla fine di marzo, in Libano era stato confermato un totale di 463 casi e di 12 morti, la prima delle quali era stata registrata il 10 del mese. Il numero dei contagi ha poi superato la soglia delle 600 unità il 10 aprile, quando le morti per COVID-19 erano salite a 20. Alla fine di maggio il totale dei casi era salito a 1 233 e le morti a 27.

### Macao
I primi due casi di COVID-19 sono stati confermati nel paese il 22 gennaio; si trattava in particolare di due cittadini cinesi, un uomo e una donna, provenienti da Wuhan.
Alla fine di marzo, a Macao era stato confermato un totale di 41 casi, tale numero ha subito poi una forte stabilizzazione, tanto che, ancora a metà aprile, esso era aumentato solo di 4 casi, senza che fosse registrato alcun nuovo caso dall'8 dello stesso mese. Alla fine di maggio il totale dei casi era salito a 45 e non era stata ancora registrata alcuna vittima.

### Malaysia

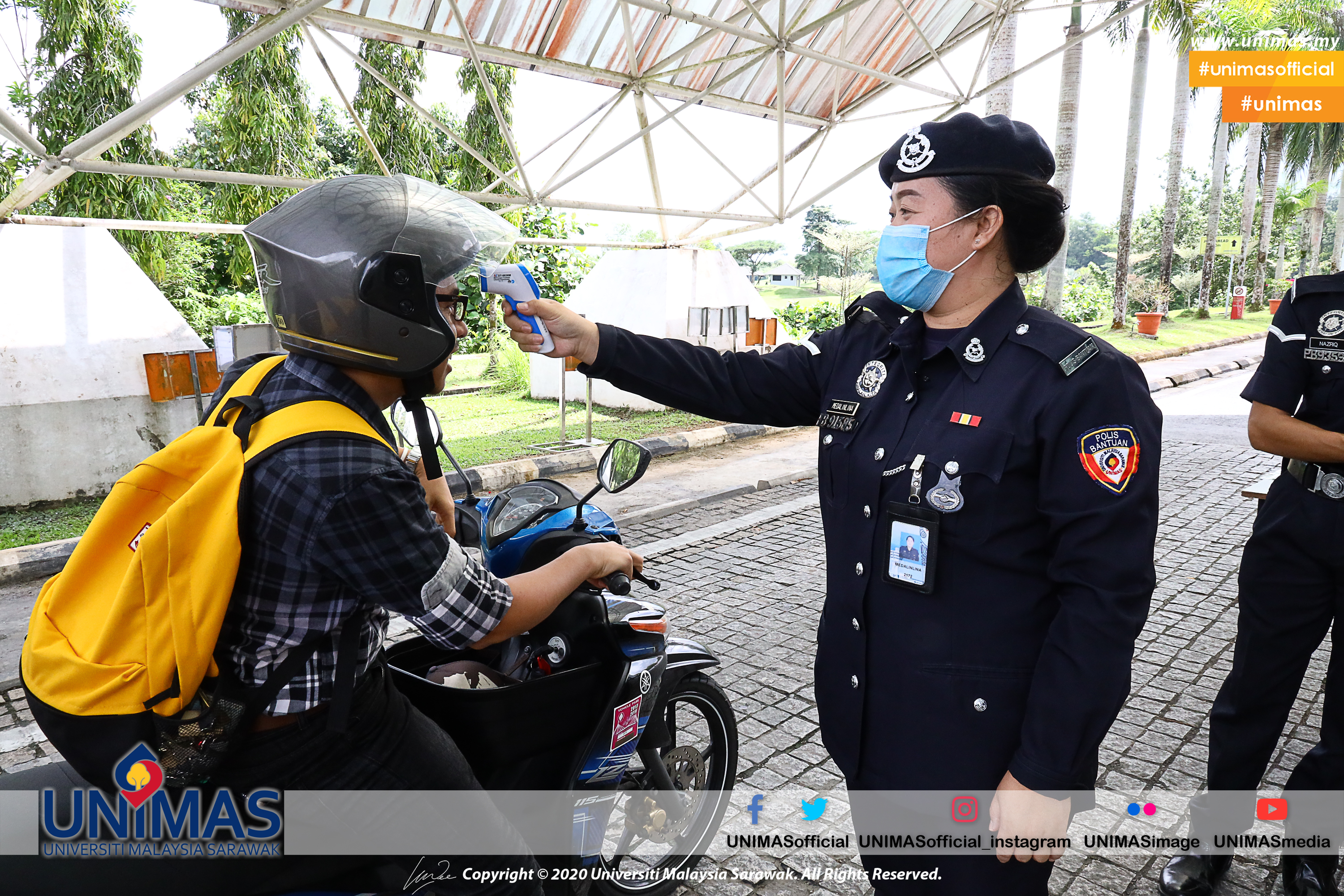
Controlli della temperatura per le strade di Kuala Lumpur, in Malaysia.

Il 24 gennaio il governo ha annunciato di aver messo in quarantena otto cittadini cinesi in un hotel di Johor Bahru dopo che era risultato che fossero stati a contatto con una persona infetta in un loro precedente soggiorno a Singapore. Il giorno dopo, tre di loro, che pure il giorno prima erano risultati negativi ai primi test, sono stati trovati positivi alla COVID-19.
Alla fine di marzo, in Malaysia era stato confermato un totale di 2 766 casi e di 43 morti, la prima delle quali era stata registrata il 17 del mese. Il numero dei contagi ha poi superato la soglia delle 5 000 unità il 15 aprile, quando le morti per COVID-19 erano salite a 83. Alla fine di maggio il totale dei casi era salito a 7 857 e le morti a 115.

### Maldive
I primi due casi di COVID-19 sono stati confermati nel paese il 7 marzo; si trattava in particolare di due stranieri impiegati al Kuredhoo Island Resort che, si suppone, erano stati a contatto con un cittadino italiano trovato positivo al virus una volta tornato in Italia.
Alla fine di marzo, nelle Maldive era stato confermato un totale di 17 casi, il numero dei contagi ha poi superato la soglia delle 50 unità il 19 aprile. Alla fine di maggio il totale dei casi era salito a 1 829 e le morti a 6.

### Mongolia
Il primo caso di COVID-19 è stato confermato nel paese il 10 marzo; si trattava in particolare di una donna francese si 57 anni arrivata a Ulan Bator con un volo da Mosca il 2 marzo e che aveva mostrato i primi sintomi della malattia cinque giorni dopo.
Alla fine di marzo, in Mongolia era stato confermato un totale di 12 casi, il numero dei contagi ha poi superato la soglia delle 30 unità il 15 aprile. Alla fine di maggio il totale dei casi era salito a 185 e non era stata registrata ancora alcuna vittima del COVID-19.

### Myanmar
I primi due casi di COVID-19 sono stati confermati nel paese il 23 marzo, e uno dei due, un uomo di 69 anni già malato di cancro che era rientrato dall'Australia, dove era già stato sottoposto a trattamento medico, è morto il 31 del mese.
Alla fine di marzo, in Myanmar era stato confermato un totale di 15 casi e di una sola morte, il numero dei contagi ha poi superato la soglia delle 100 unità il 19 aprile, quando le morti per COVID-19 erano salite a 15. Alla fine di maggio il totale dei casi era salito a 228 e le morti a 6.

### Nepal
Il primo caso di COVID-19 è stato confermato nel paese il 24 gennaio; si trattava in particolare di uno studente nepalese che studiava all'Università di Wuhan e che era tornato in patria pochi giorni prima.
Alla fine di marzo, in Nepal era stato confermato un totale di 5 casi, il numero dei contagi ha poi superato la soglia delle 30 unità il 17 aprile. Alla fine di maggio il totale dei casi era salito a 1 811 e le morti a 8.

### Oman
I primi due casi di COVID-19 sono stati confermati nel paese il 24 febbraio; si trattava in particolare di due donna omanite da poco rientrate dall'Iran.
Alla fine di marzo, in Oman era stato confermato un totale di 192 casi. Il numero dei contagi ha poi avuto un'impennata in aprile, tanto che il 18 aprile è stata superata la soglia delle 1 200 unità,  quando le morti per COVID-19, la prima delle quali era stata registrata il 6 aprile, erano salite a 6. Alla fine di maggio il totale dei casi era salito a 12 223 e le morti a 50.

### Pakistan
I primi due casi di COVID-19 sono stati confermati nel paese il 26 febbraio; si trattava in particolare di due uomini pakistani, il primo dei quali era uno studente dell'Università di Karachi, che erano da poco tornati dall'Iran.
Alla fine di marzo, in Pakistan era stato confermato un totale di 2 039 casi e di 26 morti, la prima delle quali era stata registrata il 18 del mese. Il numero dei contagi ha poi superato la soglia delle 8 000 unità il 19 aprile, quando le morti per COVID-19 erano salite a 168. Alla fine di maggio il totale dei casi era salito a 72 460 e le morti a 1 543.

### Palestina
I primi sette casi di COVID-19 sono stati confermati nel paese il 5 marzo; tutti i casi erano stati riscontrati in un hotel nell'area di Betlemme, dove poco prima aveva soggiornato un gruppo di turisti greci, due dei quali erano stati trovati positivi al virus una volta rientrati in patria.
Alla fine di marzo, nello Stato di Palestina era stato confermato un totale di 115 casi e di una sola morte, registrata il 25 del mese. Il numero dei contagi ha poi superato la soglia delle 300 unità il 17 aprile, quando le morti per COVID-19 erano salite a 2. Alla fine di maggio il totale dei casi era salito a 449 e le morti a 3.

### Qatar
Il primo caso di COVID-19 è stato confermato nel paese il 29 febbraio; si trattava in particolare di un qatariota da poco rientrato dall'Iran.
Alla fine di marzo, in Qatar era stato confermato un totale di 781 casi e di 2 morti, la prima delle quali, quella di cinquantasettenne bengalese, era stata registrata il 28 del mese. Il numero dei contagi ha poi superato la soglia delle 5 000 unità il 18 aprile, quando le morti per COVID-19 erano salite a 8. Alla fine di maggio il totale dei casi era salito a 58 433 e le morti a 40.

### Russia
I primi due casi di COVID-19 sono stati confermati nel paese il 31 gennaio; si trattava in particolare di due cittadini cinesi, il primo trovato positivo nell'Oblast' di Tjumen' e il secondo confermato nel territorio della Transbajkalia.
Alla fine di marzo, in Russia era stato confermato un totale di 2 337 casi e di 17 morti, la prima delle quali era stata registrata il 26 del mese. Il numero dei contagi ha poi avuto un'impennata nel mese di aprile, tanto che il 19 aprile ha superato la soglia delle 42 000 unità, quando le morti per COVID-19 erano salite a 361. Alla fine di maggio il totale dei casi era salito a 405 843 e le morti a 4 855.

### Singapore

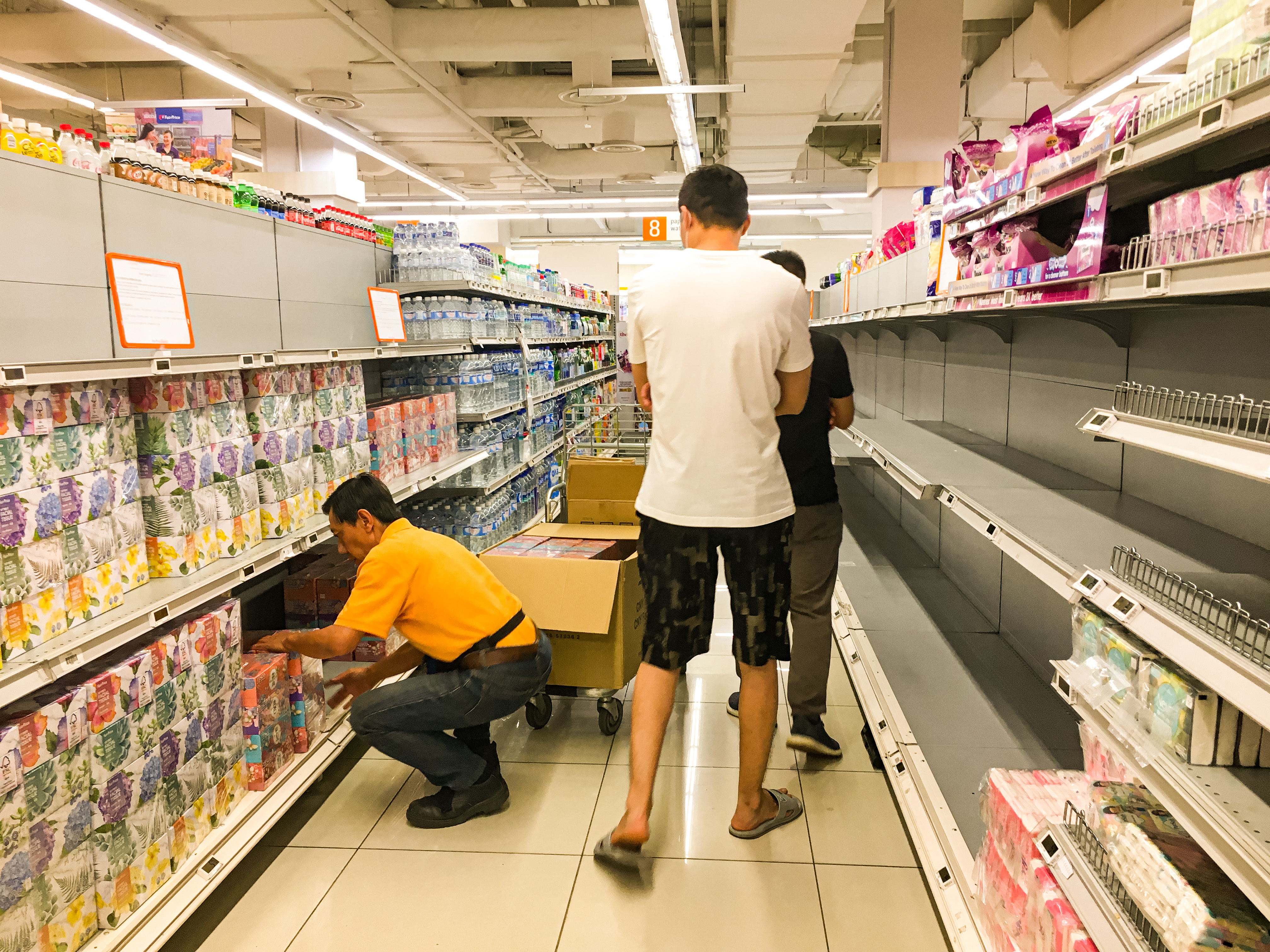
Scaffali vuoti nei supermercati di Singapore.

Il primo caso di COVID-19 è stato confermato nel paese il 23 gennaio; si trattava in particolare di una donna cinese di 66 anni residente a Wuhan che era arrivata a Singapore insieme ad altri 9 compagni di viaggio.
Alla fine di marzo, a Singapore era stato confermato un totale di 926 casi e di 3 morti, la prima delle quali era stata registrata il 21 del mese. Il numero dei contagi ha poi avuto un'impennata nel mese di aprile, tanto che il 19 aprile ha superato la soglia delle 6 500 unità, quando le morti per COVID-19 erano salite a 11. Alla fine di maggio il totale dei casi era salito a 35 292 e le morti a 24.

### Siria
Il primo caso di COVID-19 è stato confermato nel paese il 22 marzo; del paziente si sa solo che era un cittadino straniero.
Alla fine di marzo, in Siria era stato confermato un totale di 10 casi e di 2 morti, la prima delle quali era stata registrata il 29 del mese. Il numero dei contagi ha poi superato la soglia delle 40 unità il 20 aprile, quando le morti per COVID-19 erano salite a 3. Alla fine di maggio il totale dei casi era salito a 123 e le morti a 5.

### Sri Lanka
Il primo caso di COVID-19 è stato confermato nel paese il 27 gennaio; si trattava in particolare di una donna cinese di 44 anni proveniente dalla provincia dell'Hubei.
Alla fine di marzo, in Sri Lanka era stato confermato un totale di 122 casi e di 2 morti, la prima delle quali era stata registrata il 29 del mese. Il numero dei contagi ha poi superato la soglia delle 250 unità il 19 aprile, quando le morti per COVID-19 erano salite a 7. Alla fine di maggio il totale dei casi era salito a 1 643 e le morti a 11.

### Tagikistan
Il primo caso di COVID-19 è stato confermato nel paese il 30 aprile; si è tratta in particolare dell'annuncio dei primi 15 casi, 10 registrati a Xuçand e 5 a Dušanbe, la capitale. Fino ad allora la mancata registrazione di casi nel paese aveva destato i sospetti della comunità internazionale. Alla fine di maggio il totale dei casi era salito a 4 013 e le morti a 47.

### Taiwan
Il primo caso di COVID-19 è stato confermato nel paese il 21 gennaio; si trattava in particolare di una donna taiwanse di 50 anni proveniente che era appena tornata da Wuhan, dove faceva l'insegnante.
Alla fine di marzo, nell'isola di Taiwan era stato confermato un totale di 322 casi e di 5 morti, la prima delle quali era stata registrata il 16 febbraio. Il numero dei contagi ha poi superato la soglia delle 400 unità il 19 aprile, quando le morti per COVID-19 erano salite a 6. Alla fine di maggio il totale dei casi era salito a 443 e le morti a 7.

### Thailandia
Il primo caso di COVID-19 è stato confermato nel paese il 13 gennaio; si trattava in particolare di una donna cinese di 66 anni residente a Wuhan e arrivata in Thailandia l'8 gennaio all'aeroporto di Bangkok-Suvarnabhumi, dove le era stata misurata la temperatura.
Alla fine di marzo, in Thailandia era stato confermato un totale di 1 651 casi e di 10 morti, la prima delle quali era stata registrata il primo giorno del mese. Il numero dei contagi ha poi superato la soglia delle 2 500 unità l'11 aprile, quando le morti per COVID-19 erano salite a 35. Alla fine di maggio il totale dei casi era salito a 3 082 e le morti a 57.

### Timor Est

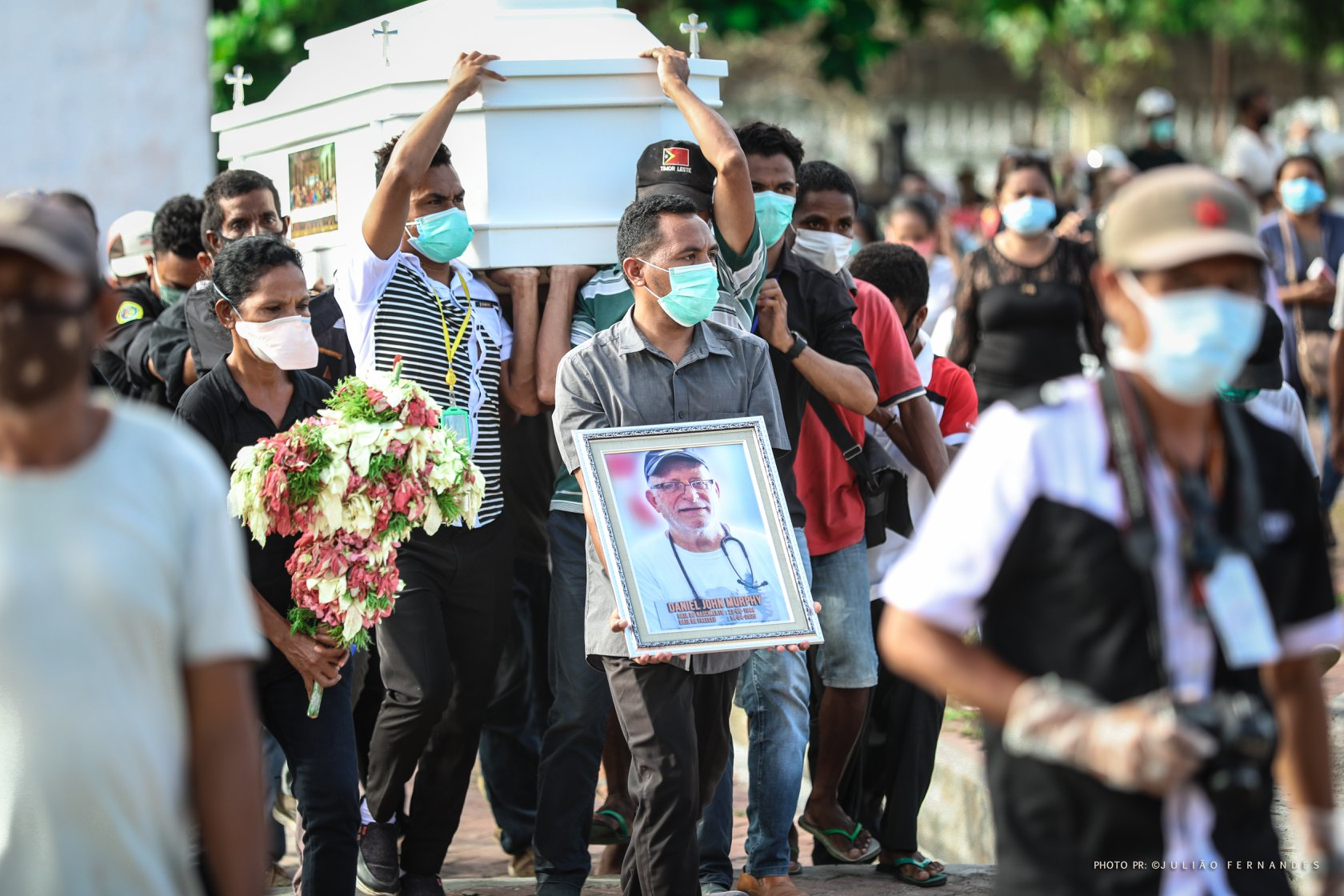
Un funerale a Timor Est.

Il primo caso di COVID-19 è stato confermato nel paese il 20 marzo.
Quel primo caso è rimasto l'unico di Timor Est fino al 10 aprile, mentre la soglia dei 20 casi è stata superata il 18 dello stesso mese. Alla fine di maggio il totale dei casi era salito a 24 e non era stata registrata ancora nessuna morte dovuta al COVID-19.

### Turchia
Il primo caso di COVID-19 è stato confermato nel paese l'11 marzo, quando il ministro della salute turco, Fahrettin Koca, ha annunciato che un cittadino turco che era da poco tornato da un viaggio in Europa era stato trovato positivo al contagio.
Alla fine di marzo, in Turchia era stato confermato un totale di 13 531 casi e di 214 morti, la prima delle quali era stata registrata il 15 del mese. Il numero dei contagi ha poi superato la soglia delle 85 000 unità il 19 aprile, quando le morti per COVID-19 erano salite a 2 017. Alla fine di maggio il totale dei casi era salito a 164 769 e le morti a 4 563.

### Uzbekistan
Il primo caso di COVID-19 è stato confermato nel paese il 15 marzo; si trattava in particolare di un cittadino uzbeko di ritorno dalla Francia.
Alla fine di marzo, in Uzbekistan era stato confermato un totale di 172 casi e di 2 morti, la prima delle quali era stata registrata il 27 del mese. Il numero dei contagi ha poi superato la soglia delle 1 500 unità il 19 aprile, quando le morti per COVID-19 erano salite a 5. Alla fine di maggio il totale dei casi era salito a 3 702 e le morti a 15.

### Vietnam
Il primo caso di COVID-19 è stato confermato nel paese il 23 gennaio; si trattava in particolare di un cittadino cinese residente a Wuhan che era andato ad Hanoi a far visita al figlio.
Alla fine di marzo, in Vietnam era stato confermato un totale di 207 casi. Il numero dei contagi ha poi subito un forte rallentamento a partire dai primi giorni di aprile, tanto che dal 6 al 20 aprile ci sono stati solo poco più di 20 casi confermati. Alla fine di maggio il totale dei casi era salito a 328 e non era stata registrata ancora alcuna morte.

### Yemen
Il primo caso di COVID-19 è stato confermato nel paese il 10 aprile; si trattava in particolare di un cittadino yemenita del governatorato di Hadramawt. Alla fine di maggio il totale dei casi era salito a 354 e le morti a 84.
Data la difficile situazione dello Yemen, in cui una guerra civile infuria dal 2015, guerra che ha portato a una carestia e a un'epidemia di colera che durano dal 2016, e dove vige un blocco militare imposto al paese dall'Arabia Saudita e dai suoi alleati, i dati relativi alla COVID-19 provenienti dal paese sono certamente poco realistici e, proprio per le motivazioni di cui sopra, il paese è uno per i quali si teme che la COVID-19 potrebbe essere devastante.